# Fleurette Campeau
Marie Reine Fleurette Campeau (* 10. Januar 1941 in Montreal; † September 2022 ebenda) war eine kanadische Fechterin.

## Biografie
Fleurette Campeau gewann bei den British Commonwealth Games 1970 mit dem kanadischen Team Bronze im Florett. Bei den Olympischen Sommerspielen 1976 in Montreal belegte sie zusammen mit Susan Stewart, Donna Hennyey und Chantal Payer den neunten Platz im Florett-Mannschaftswettbewerb. 
1981 gründete sie den Fechtverein Fleuret d’Argent.